# James Allen (écrivain)
Pour les articles homonymes, voir James Allen et Allen.
James Allen est un écrivain et philosophe britannique, né le 28 novembre 1864 à Leicester (Angleterre) et décédé le 24 janvier 1912.
Connu pour ses livres d'inspiration et sa poésie humaniste, Il est considéré comme un pionnier du mouvement d'entraide. Son œuvre la plus connue, Comme un homme pense (As a Man Thinketh), a connu un grand succès depuis sa publication en 1902. Il a été une source d'inspiration pour de nombreux auteurs et ses livres sont diffusés librement selon ses vœux.